# Toulis-et-Attencourt
Toulis-et-Attencourt ist eine französische Gemeinde mit 112 Einwohnern (Stand: 1. Januar 2022) im Département Aisne der Region Hauts-de-France (bis 2015: Picardie). Sie gehört zum Arrondissement Laon, zum Kanton Marle und zum Gemeindeverband Pays de la Serre.

## Geographie
Die Gemeinde Toulis-et-Attencourt liegt an der Souche in der Landschaft Thiérache, elf 'Kilometer nordnordöstlich von Laon. Nachbargemeinden von Toulis-et-Attencourt sind Voyenne im Nordwesten und Norden, Autremencourt im Osten, Vesles-et-Caumont im Südosten, Grandlup-et-Fay im Süden sowie Froidmont-Cohartille im Südwesten.

## Bevölkerungsentwicklung
| Jahr                       | 1962 | 1968 | 1975 | 1982 | 1990 | 1999 | 2006 | 2015 | 2022 |
| Einwohner                  | 205  | 215  | 154  | 151  | 137  | 115  | 126  | 128  | 112  |
| Quellen: Cassini und INSEE |      |      |      |      |      |      |      |      |      |

## Sehenswürdigkeiten
- Kirche Saint-Martin, erbaut im 11. Jahrhundert

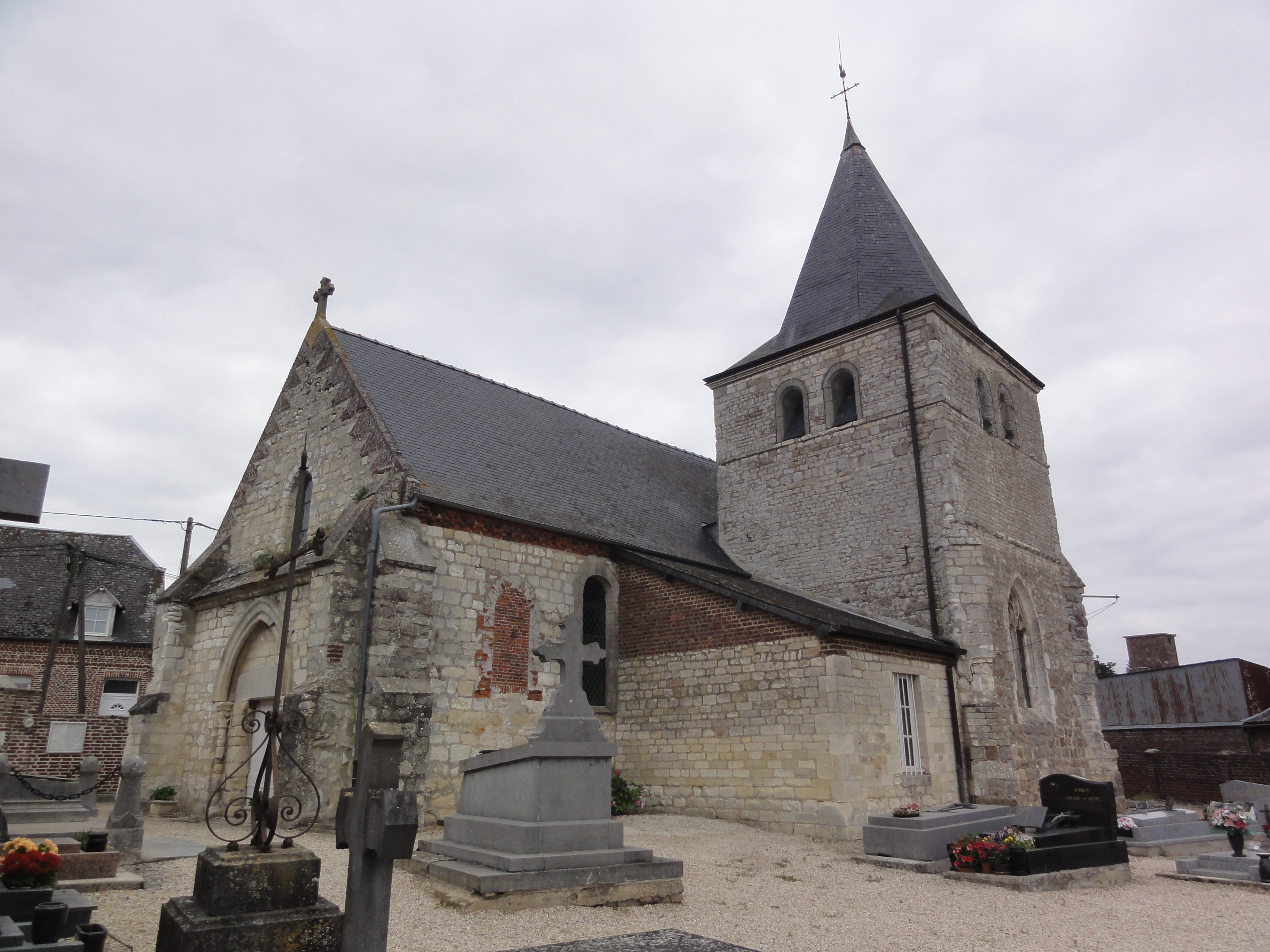
Kirche Saint-Martin